# Hertugdømmet Berg
Hertugdømmet Berg (latin: Ducatus Montensis) var et rigsumiddelbart territorium i Det Tysk-Romerske Rige, der eksisterede fra 1380 til 1806. Hertugdømmets område ligger i nutidens delstat Nordrhein-Westfalen i det nordvestlige Tyskland.

## Historie
Grevskabet Berg opstod i 1000-tallet. I 1380 blev landet et hertugdømme. I 1423 fik Berg fælles hertug med Jülich, og området omtales derfor ofte som Jülich-Berg.
I 1806-1813 var området en del af Storhertugdømmet Kleve-Berg, der var en fransk lydstat i Rhinforbundet.
Ved Wienerkongressen i 1815 blev området erhvervet af Preussen.
I tidens løb har hertugdømmet haft forskellige hovedstæder. Fra slutningen af 1300-tallet er landet ofte blevet regeret fra Düsseldorf.
Hertugdømmet Berg har givet navn til det nuværende landskab Bergisches Land.

## Bergs regenter

### Hertuger af Berg
- 1380–1408: Vilhelm 2., første hertug fra 1380
- 1408–1437: Adolf, fra 1423 også hertug af Jülich
- 1437–1475: Gerhard, også hertug af Jülich og Ravensberg
- 1475–1511: Vilhelm, også hertug af Jülich og Ravensberg
- 1511–1539: Johan, også hertug af Jülich og Ravensberg, fra 1521 også hertug af Kleve og greve af Mark
- 1539–1592: Vilhelm, også hertug af Jülich og Kleve, greve af Ravensberg og Mark
- 1592–1609: Johan Vilhelm 1., også hertug af Jülich og Kleve, greve af Ravensberg og Mark
- 1614–1653: Wolfgang Wilhelm, også hertug af Jülich og Pfalz-Neuburg
- 1653–1679: Filip Vilhelm, også hertug af Jülich og Pfalz-Neuburg
- 1679–1716: Johan Vilhelm 2., også hertug af Jülich, fra 1690 også kurfyrste af Pfalz og hertug af Pfalz-Neuburg
- 1716–1742: Karl Filip, også kurfyrste af Pfalz og hertug af Pfalz-Neuburg
- 1742–1799: Karl Theodor, også kurfyrste af Pfalz og hertug af Pfalz-Neuburg, fra 1777 også kurfyrste af Bayern
- 1799–1806: Maximilian Josef, også kurfyrste af Bayern og Pfalz

### Storhertuger af Berg
- 1806–1808: Joachim Murat
- 1808–1809: Napoleon Bonaparte
- 1809–1813: Napoléon Louis Bonaparte
  - Regent: Napoléon Bonaparte

51°12′26″N 6°48′45″Ø / 51.2072°N 6.8125°Ø